# Есауленко, Александр
Александр Есауленко (рум. Alexandru Esaulenco; род. 23 сентября 1977, Кишинёв) — молдавский государственный деятель. Директор Службы информации и безопасности Молдовы (2019—2022). Посол Молдовы в Азербайджане (с 2022).

## Биография
Родился 23 сентября 1977 года в Кишинёве. В 1999 году окончил юридический факультет Свободного международного университета Молдовы. Окончил магистратуру того же университета по специальности «международное право».
С 1999 по 2017 год работал в Службе информации и безопасности Молдовы на различных должностях от следователя до заместителя начальника Главного контрразведывательного управления.
Специализировался на вопросах Приднестровья и Украины.
С 2017 по 2018 год являлся советником ректора Свободного международного университета Молдовы по вопросам международного сотрудничества и научных исследований.
Начальник Главного управления военной контрразведки Молдовы (2018 — 25 июня 2019).
Директор Службы информации и безопасности Молдовы (25 июня 2019 — 30 мая 2022). С 2021 года вёл расследование против бывшего президента Молдовы Игоря Додона.  
Полковник.
Посол Молдовы в Азербайджане (с 24 ноября 2022).